# Tulbaghia capensis
Tulbaghia capensis är en amaryllisväxtart som beskrevs av Carl von Linné. Tulbaghia capensis ingår i släktet Tulbaghia och familjen amaryllisväxter. Inga underarter finns listade i Catalogue of Life.